# 阿利马朵
阿利马朵（开发代号：A-4020）是一种含氮有机化合物，分子式C19H23NO，属于美沙酮型類阿片镇痛药，从未上市销售。